# 夜想曲とタランテラ (シマノフスキ)
夜想曲とタランテラ 作品28（やそうきょくとタランテラ さくひん28、伊: Notturno e tarantella, Op. 28、波: Nokturn i Tarantela na skrzypce i fortepian op. 28）は、カロル・シマノフスキが1915年に作曲したヴァイオリンとピアノのための作品。

## 概要
《夜想曲とタランテラ》は、1915年の春から夏にかけて《神話》と同時に作曲されたシマノフスキの中期（印象主義時代）の作品である。この曲は《アレトゥーサの泉》を思わせる神秘的な曲想を持つ《夜想曲》と、イタリアの舞曲《タランテラ》の2曲で構成される。シマノフスキの友人であったパウル・コハンスキの高度なヴァイオリン演奏技術に影響を受けて作曲されたという。
1916年、ウーマニとキーウで開催された戦争犠牲者支援協会のための慈善コンサートで、コハンスキのヴァイオリン演奏とシマノフスキ自身の伴奏により初演された。1917年から1918年にかけては、コハンスキとゲンリフ・ネイガウスが度々公の場で演奏していたことも知られている。1920年1月24日には、ワルシャワで、コハンスキとシマノフスキの兄のフェリクス・シマノフスキによって演奏された。同年11月9日、ロンドンのウィグモア・ホールにてイギリス初演を行い、1921年3月9日にアメリカのミッドタウンにあるエオリアン・ホールでアメリカ初演を行った。
1921年にウニヴェルザール出版社から出版された。シマノフスキの死から2年が経った1939年には、シマノフスキの友人の指揮者であるグジェゴシュ・フィテルベルクによってオーケストラ編曲がなされ、のちの1955年、フィテルベルクが首席指揮者を務めるポーランド国立放送交響楽団で録音された。
《夜想曲とタランテラ》は、シマノフスキのヴァイオリン曲の中で最も人気のある作品の一つでもある。シマノフスキの死後、彼の作品を基にしたバレエが数多く作られ、その中に《夜想曲とタランテラ》も含まれている。また、2014年に発売されたゲーム『金色のコルダ3 AnotherSky』には《タランテラ》が使用されている。

## 背景
1914年、ヨーロッパとアフリカを広く旅していたシマノフスキだったが、夏に第一次世界大戦が始まるとポーランドに戻った。この曲は、ポーランド南部の村ザルジェにあったヨゼフ・ヤロシンスキの家に数週間にわたって滞在しているときに作曲された。この家にはシマノフスキの他にコハンスキ夫妻も滞在しており、シマノフスキがピアノ演奏を務めるヴァイオリンコンサートを毎晩開催するなど、創作環境に恵まれていた。
《夜想曲》は1915年春に作曲され、のちの同年夏に《タランテラ》が作曲された。《夜想曲》は《神話》が完成する前の6月9日に完成し、《タランテラ》もその数か月後に書かれた。《タランテラ》の作曲の動機について、アウグスト・イワニスキによると、当時ヤロシンスキの家に滞在していたシマノフスキ、コハンスキ、イワニスキの3人だったが、ヤロシンスキが外へ出かけに行ってしまい、何かすることはないかと探しているうちに、イワニスキがタンスの奥深くでコニャックを数本見つけ、シマノフスキがそれに影響を受けたのだという。そして、コニャックの発見者であるイワニスキにこの作品が献呈されることになる。
《夜想曲とタランテラ》は、《神話》や《ヴァイオリン協奏曲第1番》とともに、ヴァイオリン・スタイルに新境地を開いたとして評価される作品である。1924年、ニューヨークで音楽活動していたクレア・ラファエル・レイスに宛てた手紙で、シマノフスキは《夜想曲とタランテラ》と《神話》について「現代音楽に適した新しいヴァイオリンの表現方法を見出そうとした」と書いているが、《夜想曲とタランテラ》は《神話》に比べると、従来の書き方への傾向が強くなっていたという。

## 曲の構成
シマノフスキは《夜想曲》の次に《タランテラ》を置く形で1曲にしたが、これは華麗な小曲の前に雰囲気のある曲を置くという19世紀のヴァイオリン音楽の典型的な形式を踏襲したものである。

### 夜想曲
ロ短調。レント・アッサイ。
ロ短調の調号を持つが、著しく旋法的で非機能的な和声となっている。
冒頭は、ピアノの最弱音による伴奏の上に、ヴァイオリンが弱音器をつけて平行5度による重音で主題を弾く。まもなくしてピアノには幾重にも重ねられた最弱音のトリルとトレモロが現れると、双方の楽器でやりとりされるトリルや東洋風のメリスマな音型は、シマノフスキ中期の特徴である。そしてアレグレット・スケルツァンドに入るとピアノがオクターブで主題を弾き、ヴァイオリンが高い音程で異国風、情熱的なフレーズを展開していく。中間部分はスペイン風のリズムでヴァイオリンが華々しく奏でられ、サラサーテやビゼーの作品を思い出させる。

### タランテラ
ホ短調。プレスト・アパッショナート。
拍子が次々と変わる《夜想曲》とは異なり、《タランテラ》は8分の6拍子で一貫されている。激しい導入部に続いてヴァイオリンにより第1主題が展開されたあと、ピアノの明確なアクセントの上にヴァイオリンが奏するタランテラ風の主題が中心となって、情熱的に華麗に曲は進んでいく。途中のメノ・モッソでエスプレッシーヴォ、アフェットゥオーソの新しい主題がヴァイオリンで奏され一息つくが、まもなくテンポ・プリモ、プレスト・アジタートではじめの楽想に戻る。トリルや装飾を伴う重音とオクターブ、各種のピッツィカートとフラジオレットなどといったヴァイオリンの難しい技巧を使って、既出の2つの主題が奏でられていく。

## 主な録音
《夜想曲とタランテラ》は、ロシアや東ヨーロッパのヴァイオリニストたちによってよく演奏されている。1937年にユーディ・メニューインとマルセル・ガゼールによって録音されてから人気が高まり、多くのヴァイオリニストのレパートリーとなっていった。
- イーゴリ・オイストラフ、ナターリア・セルツァオワ（メロディア、1977年[22]）
- カヤ・ダンチョフスカ、ローター・ブロダック（シュワン（英語版）、1978年[22]）
- ウルフ・ヘルシャー、ミシェル・ベロフ（エレクトローラ、1982年[22]）
- ワンダ・ウィウコミルスカ、タデウシュ・チミエレフスキ（英語版）（Muza（英語版）、1980年[22]）